# Сен-Марсьяль-сюр-Не
Сен-Марсья́ль-сюр-Не (фр. Saint-Martial-sur-Né) — коммуна во Франции, находится в регионе Пуату — Шаранта. Департамент коммуны — Приморская Шаранта. Входит в состав кантона Аршьяк. Округ коммуны — Жонзак.
Код INSEE коммуны — 17364.

## Население
Население коммуны на 2010 год составляло 411 человек.
| 1962 | 1968 | 1975 | 1982 | 1990 | 1999 | 2010 |
| ---- | ---- | ---- | ---- | ---- | ---- | ---- |
| 375  | 414  | 402  | 367  | 328  | 351  | 411  |